# MySpell
MySpell era el corrector ortográfico por defecto de Apache OpenOffice Writer, parte de la suite de oficina libre Apache OpenOffice.
MySpell ha sido reemplazado por Hunspell en Apache OpenOffice y en Mozilla Firefox por su superior capacidad de manejar algunos idiomas como el húngaro, sin embargo aun sigue siendo interesante por la licencia BSD, que puede resultar más interesante para desarrolladores comerciales, especialmente en conjunto con la licencia menos restrictiva de Apache OpenOffice.